# Phaeostigma grandii
Phaeostigma grandii är en halssländeart som först beskrevs av Principi 1960.  Phaeostigma grandii ingår i släktet Phaeostigma och familjen ormhalssländor. Inga underarter finns listade i Catalogue of Life.